# Крістофер Гадсден
Крістофер Ґадсден (англ. Christopher Gadsden 16 лютого 1724 — 28 серпня 1805) — американський політик, головний лідер патріотичного руху Південної Кароліни під час Американської революції. Він був делегатом Континентального конгресу, бригадним генералом Континентальної армії під час війни за незалежність США, лейтенант-губернатором Південної Кароліни, купцем і дизайнером прапора Гадсдена. Він є підписантом Континентальної асоціації.
Прапора Гадсдена (Гадсденівський прапор) — це історичний прапор США і міжнародний символ лібертаріанства, що має вигляд жовтого полотна з нанесеним зображенням гримучої змії, згорнутої в клубок і готової завдати удару. Під зображенням змії є напис «Не наступай на мене» (англ. Dont tread on me).